# Departamento de Carreteras de Nebraska
El Departamento de Carretera de Nebraska (en inglés: Nebraska Department of Roads, NDOR) es la agencia estatal gubernamental encargada en la construcción y mantenimiento de las carreteras estatales y federales del estado de Nebraska. La sede de la agencia se encuentra ubicada en Lincoln, la ciudad capital del estado. La agencia cuenta con ocho distritos ubicados en todo el estado. 
El Departamento de Carreteras de Nebraska es distinto al de otras agencias similares en el país, ya que es el Departamento de Carreteras, y no el Departamento de Transporte. Bajo la dependencia del Departamento de Carreteras de Nebraska no se encuentra el transporte de aviación, marítimo o vehículos motorizados.